# 希瓦瓦
希瓦瓦（Hiva-Oa）是法国海外集体法屬玻里尼西亞马克萨斯群岛行政区的一个市镇，领土涵盖同名岛屿及无人居住的莫奧塔尼島和法圖烏庫島。

## 地理
希瓦瓦（9°46'31"S, 139°1'3"W）面积316 平方千米，位于法国海外集体法屬玻里尼西亞馬克薩斯群島。
由于希瓦瓦领土为海洋中的岛屿，故不与任何市镇接壤。

## 行政
希瓦瓦的邮政编码为98741、98796、98749，INSEE市镇编码为98723。

## 政治
希瓦瓦的现任市长为若埃勒·弗雷博女士，任期为2020-2026年。

## 人口
希瓦瓦于2022年时的人口数量为2,371人。